# فرودگاه ناموریک
فرودگاه ناموریک (به انگلیسی: Namorik Airport) یک فرودگاه با کد یاتا NDK است که یک باند فرود مرجان شن دارد و طول باند آن ۸۸۴ متر است. این فرودگاه در کشور جزایر مارشال قرار دارد و در ارتفاع ۴٫۶ متری از سطح دریا واقع شده‌است.

## شرکت‌های هواپیمایی و مقصدهای پروازی
| شرکت‌های هواپیمایی        | مقصدهای پروازی  |
| ------------------------ | --------------- |
| ال‌ای‌ام موزامبیک ایرلاینز | اس جزیره مارشال |